# Negrine
Negrine là một đô thị thuộc tỉnh Tébessa, Algérie. Dân số thời điểm năm 2002 là 5.891 người.